# Grand panetier de France
De grand panetier was de opperbroodmeester aan het Franse hof. Hij was een van de Franse grootofficieren en functioneel aanstuurder van de panetiers (broodafdeling).

## Geschiedenis
De functie van panetier bestaat sinds de 11e eeuw. Oorspronkelijk was de paneterie een van de twee functies van de gobelet du roi (letterlijke vertaling: drinkbeker van de koning) met een staf van twaalf sommeliers, vier hulpen, een garde-vaiselle (voor de vuile vaat), twee kruiers en een lavandier. Deze laatste was verantwoordelijk voor de was, het dekken van de eettafel en het halen van brood. Omdat steeds meer verantwoordelijkheden naar andere afdelingen werden overgeheveld, kreeg de functie van grand panetier op den duur een meer ceremoniële betekenis.
Onder Lodewijk XIV was de grand panetier een van de zeven functies aan de koninklijke tafel.
Gaandeweg verkreeg de grand panetier meer privileges, zoals jurisdictie over de (monopolistische) corporatie van bakkers in Parijs. In de 16e eeuw werd de functie zelfs erfelijk overdraagbaar. Dit gebeurde bij de familie De Cossé de Brissac, waarvan de laatste ambthouder in 1782 overleed.

## Trivia
- Het Roemeense equivalent van grand panetier was de titel Pitar.